# Aeroportul Kratié
Aeroportul Kratié (IATA: KTI, ICAO: VDKT) este un aeroport din Kratié Province⁠(d), Cambodgia ce deservește zona Kratié. A fost numit după zona deservită.
Situat la o altitudine de 30 m, aeroportul dispune de o singură pistă.